# Силантьев, Василий Васильевич
Василий Васильевич Силантьев (4 апреля 1922, Царицын — 19 сентября 2009, Волгоград) — советский военнослужащий, участник Великой Отечественной войны, танкист, кавалер шести орденов Красной Звезды, полковник.

## Биография
Василий Васильевич Силантьев воевал в Сталинграде, Орле и на Курской Дуге. Затем освобождал Киев, прошёл Польшу, дошёл до Берлина. Был призван 28 июля 1941 года техником по ремонту боевых машин танкового батальона ремонтников первого эшелона в 3-й танковой армии.
Первой награды техник-лейтенант Силантьев был удостоен в августе 1943 года за отличие в Орловской операции. Он вытащил из подбитого Т-34 раненого танкиста, а позже пригнал в месторасположение наших войск поврежденный германский танк Т-IV. Вторая звезда была вручена за участие в форсировании Днепра, согласно приказу командира 51-й Гвардейской танковой бригады № 013/н от 6 октября 1943 года. Третий орден Силантьев получил 13 сентября 1944 года за отличия в Проскуровско-Жмеринской операции. Четвертой Красной Звездой капитан Силантьев был награжден в мае 1945 года за участие во взятии Берлина и освобождении Праги. После войны Василий Васильевич продолжал службу в бронетанковых войсках. Кроме 6 орденов Красной Звезды, подполковник Силантьев также награжден орденом Отечественной войны II степени за участие в Львовско-Сандомирской операции, и многими медалями.

## Награды
- два ордена Отечественной войны II степени (28.03.1945,  06.04.1985)
- шесть орденов Красной Звезды (8.08.1943; 6.10.1943; 13.09.1944; 15.05.1945; 30.12.1956; 17.02.1976)
- медали